# Olympique de Noisy-le-Sec banlieue 93
 (octobre 2023).
Si vous disposez d'ouvrages ou d'articles de référence ou si vous connaissez des sites web de qualité traitant du thème abordé ici, merci de compléter l'article en donnant les références utiles à sa vérifiabilité et en les liant à la section « Notes et références ».
Maillots
Actualités
L'Olympique Noisy-le-Sec banlieue 93, couramment abrégé en Olympique Noisy-le-Sec, est un club de football français situé à Noisy-le-Sec en Seine-Saint-Denis, à l'est de la région parisienne.
Il évolue actuellement en Régionale 2. L'équipe évolue au stade Salvador-Allende, du nom du médecin et homme politique socialiste chilien, président du Chili entre 1970 et 1973.

## Histoire
Le club est fondé en 1943, mais ne commence son ascension sportive qu'en 1980. Les frères Sandjak sont déterminants dans cette aventure. Jamel Sandjak est membre du club depuis 1978, Nasser et Rachid le rejoignent en 1982. Le club signe quatre promotions consécutives de 1981 à 1984, ce qui lui permet de quitter l'échelon départemental. Au niveau régional, l'Olympique connait trois promotions en cinq saisons. En 1989, le club est promu dans le championnat national, en Division 4, puis, trois ans plus tard, en Division 3 (qui devient en 1993 le championnat National), où il se maintient jusqu'en 2002.
Les footballeurs noiséens s'illustrent également à plusieurs reprises en coupe de France, atteignant notamment le stade des 1/32 de finale lors de l'édition 2006, éliminés (0-1) contre l'AJ Auxerre de Jacques Santini. Lors de l'édition 2009, ils s'inclinent à Sedan contre le CS Sedan-Ardennes (Ligue 2) en tour préliminaire.

## Palmarès
- Championnat de France amateur 2 (D5) (1) :
  - 1er du groupe A en 2008
- DH Paris Île-de-France (1) :
  - Champion : 1989
- Coupe de France :
  - Meilleur parcours : 16e de finale en 1992
- Coupe de Paris Île-de-France (3) :
  - Vainqueur en 1986, 1987 et 2011

## Bilan par saison
| Saison    | Division | Classement | Meilleur buteur  | Nombre de buts | Coupe de France | Coupe de la Ligue |
| --------- | -------- | ---------- | ---------------- | -------------- | --------------- | ----------------- |
| 1997-1998 | National | 12e        | Sébastien Robert | 5              |                 |                   |
| 1999-2000 | National | 13e        | Sébastien Robert | 10             |                 |                   |